# Cantone di Beaulieu-sur-Dordogne
Il Cantone di Beaulieu-sur-Dordogne era una divisione amministrativa dell'arrondissement di Brive-la-Gaillarde.
A seguito della riforma approvata con decreto del 24 febbraio 2014, che ha avuto attuazione dopo le elezioni dipartimentali del 2015, è stato soppresso.

## Composizione
Comprendeva i comuni di:
- Astaillac
- Beaulieu-sur-Dordogne
- Billac
- Brivezac
- La Chapelle-aux-Saints
- Chenailler-Mascheix
- Liourdres
- Nonards
- Puy-d'Arnac
- Queyssac-les-Vignes
- Sioniac
- Tudeils
- Végennes